# Hanbuszijja
Hanbuszijja – wieś w Syrii, w muhafazie Idlib. W 2004 roku liczyła 968 mieszkańców.